# Bouteloua eludens
Bouteloua eludens är en gräsart som beskrevs av David Griffiths. Bouteloua eludens ingår i släktet Bouteloua och familjen gräs. Inga underarter finns listade i Catalogue of Life.